# Hardy Richardson
Abram Harding "Hardy" Richardson (21 de abril de 1855 – 14 de janeiro de 1931), também conhecido como "Hardie" e "Old True Blue", foi um jogador profissional de beisebol cuja carreira abrangeu o período de 1875  até 1892 com um breve retorno nas ligas menores em 1898. Jogou 14 temporadas na Major League Baseball, atuando em todas as posições, incluindo 585 partidas como segunda base, 544 partidas como defensor externo e 178 partidas como terceira  base. Richardson jogou por seis equipes das grandes ligas, passando mais tempo com as equipes: Buffalo Bisons (1879–85), Detroit Wolverines (1886–88) e Boston Reds (1890–91).
Richardson apareceu em 1331 jogos de grandes ligas, com aproveitamento de 29,9% ao bastão e .435 de slugging percentage, totalizando 1120 corridas anotadas, 1688 rebatidas, 303 duplas, 126 triplas, 70 home runs, 822 RBIs e 377 walkss. De 1881 até 1888, fez parte do chamado "Big Four", um grupo de renomados rebatedores (sendo os outros Dan Brouthers, Jack Rowe e Deacon White) que jogaram juntos nas equipes no Buffalo e Detroit, levando o Detroit a conquista da flâmula da National League na World Series de 1887.